# ВИЧ/СПИД в Латвии

Сравнение ситуации с распространённостью ВИЧ в разных странах мира, 2021 год

Латвия занимает одно из ведущих мест среди стран Европейского Союза по распространённости вируса иммунодефицита человека. К 2016 году она возглавила европейский рейтинг по числу новых диагнозов ВИЧ на 100 тыс. населения — 18,5 новых случаев, тогда как в среднем по региону показатель составлял 5,7 случаев. В следующие четыре года показатель снизился до 13,5 случаев, но Латвия по-прежнему относилась к числу стран с высоким уровнем распространённости ВИЧ. Ежегодно в стране регистрируют более 200 новых случаев, а общее число носителей вируса в 2022 году оценивалось на уровне 8,5 тыс. человек при общей численности населения 1,8 млн.
В 2018 году Латвия также занимала лидирующие в ЕС позиции по числу случаев диагностированного СПИДа среди ВИЧ-инфицированных — более четверти носителей имели этот диагноз, однако по состоянию на  2022-й только 55 % людей с ВИЧ проходили антиретровирусную терапию.

## Распространение ВИЧ-инфекции
Первый случай ВИЧ в Латвии был зарегистрирован в 1987 году.  В 1990-е вирус распространялся медленно и в основном через гетеросексуальные контакты. С начала 2000-х годов в стране резко выросло число зарегистрированных диагнозов ВИЧ и острых случаев гепатита В и гепатита С, что связано с распространением вируса среди наркозависимых. Когда вирус проник в их среду, число новых инфицирований ВИЧ выросло с 25 в 1997-м до 807 в 2001-м. Это соответствовало заболеваемости в 34,3 новых случая на 100 тыс. жителей. Несмотря на последующее снижение до 12,2 новых случаев к 2011 году, показатель оставался одним из самых высоких в Европе. Параллельно снижалась доля  наркозависимых среди вновь выявленных носителей — с 40 % в 2004-м до 27 % в 2010-м.
Наркомания продолжала оставаться серьёзной проблемой в стране — на 2012-й 5 % всех госпитализаций в Латвии было связано с употреблением наркотиков. Общее число наркозависимых оценивалось в 7,9—12,6 тыс. человек. Для уменьшения рисков распространения ВИЧ среди этой группы населения ещё в 1996 году были запущены программы заместительной терапии. К 2012 году в Риге и соседних населённых пунктах в этих программах участвовали 2187 человек. Через шесть лет такие программы стали доступны в 17 городах, но общее число участников оставалось низким — всего около 700 человек.
К 2013 году  ЮНЭЙДС оценивал общую численность носителей ВИЧ в Латвии на уровне  5,2 тыс. человек. Ежегодное число новых случаев достигло 340. Заболеваемость в пересчёте на 100 тыс. населения составляла 16,8 случаев, что было значительно выше среднеевропейского уровня в 5,7 случаев. Лидирующими каналами передачи ВИЧ оставались гетеросексуальные контакты (36,8 %) и инъекционное употребление наркотиков (22,7 %). На мужские гомосексуальные контакты приходилось только 7,9 %.
Во второй половине 2010-х у 37 % инфицированных канал заражения был неизвестен. Это связывали с недостаточным бюджетом для борьбы с ВИЧ/СПИД и отсутствием полных эпидемиологических исследований. Гетеросексуальные контакты стали причиной 38 % случаев, также весомой оставалась доля инъекционных наркозависимых, на которых приходилось 17 % инфицирований. На мужчин, практикующих секс с мужчинами (МСМ),  приходилось  только 6,6 % передач вируса. Распространённость ВИЧ-инфекции среди этой группы риска в 2017-м достигала 7,8 %, тогда как в соседней Эстонии — только 2—4 %. Предположительно, это было связано со склонностью латвийских МСМ к рискованному поведению, как часто бывает при недостатке профилактических мер в стране. Так, менее половины опрошенных из этой группы использовали презервативы при случайных связях.
С 2007 по 2016 год число новых случаев ВИЧ в Латвии выросло на 72 %, к концу этого периода ежегодно регистрировали 200—230 новых носителей.  И Латвия возглавила рейтинг стран ЕС по числу новых диагнозов ВИЧ на 100 тыс. населения — 18,5 новых случаев. Для сравнения: в Эстонии на тот момент показатель равнялся 17,4, в Литве — 7,4, в среднем по ЕС он оставался на уровне 5,7. Больше всего латвийских носителей ВИЧ проживали в Риге: в 2016-м каждый 150-й житель столицы был инфицирован, хотя ещё годом ранее — только каждый 200-й. К 2017 году Латвия обогнала Эстонию по абсолютному числу ВИЧ-инфицированных и вышла на первое место в ЕС — 6792 носителя. По оценкам ЮНЭЙДС реальное число случаев в стране могло достигать 10 тыс. человек, так как значительное число людей не знали о своём статусе. На это указывала, в частности, высокая доля позднего выявления вируса, что означает бо́льшую скорость распространения эпидемии.
Неблагоприятную эпидемиологическую ситуацию связывали с недостатком профилактики. Например, программа по распространению шприцев была доступна с 1997 года, но в  ограниченном масштабе. В Латвии ежегодно раздавали около 93 шприцев на одного потребителя наркотиков; в соседней Эстонии в тот же период — 230 шприцев. Кроме того, около половины инъекционных наркозависимых в Эстонии проходили тестирование на ВИЧ каждый год, а две трети людей с ВИЧ — антиретровирусную терапию, тогда как в Латвии только 10 % инъекционных наркоманов прошли тестирование в 2016-м, а лечение получали менее трети
ВИЧ-инфицированных.
Со второй половины 2010-х годов ситуация в Латвии начала улучшаться — число новых случаев ВИЧ сократилось с 371 в 2017-м до 257 в 2020-м. Количество случаев ВИЧ на 100 тыс. населения в 2020 году составило 13,5. При этом Латвия по-прежнему входила в число стран Европейского союза с высокими показателями распространения ВИЧ-инфекции: в 2020 в стране году проживало 8,2 тыс. людей с ВИЧ (для сравнения, в Эстонии — более 10 тысяч). Чаще всего вирус выявляли у мужчин (61 % случаев) и в возрастной группе  от 30 до 39 лет (на них приходится ⅓ всех диагнозов).
В 2021 году в стране было выявлено 212 новых носителей. По подсчётам ВОЗ, 65 % из них относились к поздним диагнозам.  В 2022 году ЮНЭЙДС  оценивало реальное количество носителей ВИЧ в Латвии в 8,5 тысяч.

## Терапия и  СПИД
Первые два случая СПИДа в Латвии зарегистрировали в 1990 году. В течение семи лет ежегодно выявляли единичные случаи, однако в дальнейшем произошёл резкий скачок  с 13 в 1998-м до 119 в 2005-м. Несмотря на сокращение прироста в последующие четыре года, общее число выявленных случаев в пересчёте на душу населения оставалось большим— ежегодно выявляли 90-100 новых случаев СПИД и 270-350 случаев ВИЧ. Всего за 1997—2010 годы в стране было зарегистрировано 4,8 тыс. ВИЧ-позитивных лиц, из которых 726 человек скончались.
Несмотря на явное ухудшение ситуации,  до 2009 года ежегодно  терапию получали  только 300—330 ВИЧ-инфицированных, а антиретровирусная терапия закупалась централизованно. Под давлением активистов с 2010 года АРВ-терапию перевели под общие нормы компенсаций, что позволило расширить круг получающих лекарства. Но по-прежнему их выдавали только людям с низким уровнем клеток CD4, что не позволяло остановить распространение вируса. Латвия оставалась одним из крупнейших очагов инфекции в Европе. В 2014 году был зафиксирован абсолютный рекорд новых случаев СПИДа — 176.
В 2013 году уровень заболеваемости СПИДом был самым высоким в ЕС — 6,6 на 100 тысяч населения, в то время как в целом по региону этот показатель составлял 0,9. Кроме того, в стране наблюдается тенденция роста смертности, связанной с ВИЧ. В 2013 году было зарегистрировано 107 случаев смерти от СПИДа и 63 случая смерти среди людей, живущих с ВИЧ. Тем не менее только 957 людей с ВИЧ получали терапию в 2013-м. К 2016 году общее число людей с диагнозом СПИД достигло 1786 при общем числе носителей ВИЧ в 6,9 тысячи. Через два года страна стала первой в ЕС по удельному весу больных СПИД среди ВИЧ-инфицированных — 26 %.
Непостоянным был процент ВИЧ-положительных беременных, получающих антиретровирусные препараты для снижения риска передачи вируса от матери ребёнку. Если в 2007-м их получило более 97% женщин, то в 2008-м только 43,9%. Позднее ситуация стабилизировалась, но в 2011 и 2012 годах 10 % ВИЧ-инфицированных беременных женщин в Латвии не получало дородовую помощь, а 44 % получали недостаточную.  В 2013-2016 годах ежегодно выявляли 3-10 случаев вертикальной передачи. К 2022 году 81% беременных женщин с ВИЧ проходили терапию.
Всего за 35 лет распространения вируса в стране умерло 2,5 тысячи из 8,5 тысяч зарегистрированных пациентов с ВИЧ. Так, с 2017 по 2020 годы число ежегодных смертей, связанных с ВИЧ, увеличилось с 78 до 93. Тем не менее, в 2022 году терапию получал сравнительно малый процент людей с ВИЧ — 55 %. Предположительно, ещё как минимум треть ВИЧ-инфицированных не знала о своём статусе и, соответственно, тоже не проходила терапию.